# Ambasador

Ambasadorii, 1533:
Hans Holbein cel Tânăr
Ulei și tempera pe lemn
Portretele în mărime naturală a lui Jean de Dinteville și Georges de Selve, ambasadorii lui Francisc I al Franței.

Ambasador (franceză ambassadeur, engleză ambassador) este un trimis oficial, de obicei al unui stat suveran (un diplomat de cel mai înalt rang), care este acreditat pentru a asigura reprezentativitatea statului de un alt stat suveran (țară), pe teritoriul său, sau de o organizație recunoscută la nivel internațional (pentru a reprezenta o profesie sau un domeniu de activitate) . Termenul mai este folosit și pentru a reprezenta un diplomat cu o misiune specială și temporară sau, în sens figurat, o persoană cu o misiune oarecare.
Într-un sens comun, termenul se aplică reprezentantului diplomatic al unui guvern, staționat într-o capitală străină. Ambasadorul beneficiază în țara gazdă de imunitate diplomatică. Ambasadorul își poate pierde acreditarea și implicit privilegiile când este declarat de țara gazdă "persona non grata". În acest caz, bunele practici diplomatice duc la retragerea respectivului ambasador de pe teritoriul țării gazdă pentru a nu amplifica starea conflictuală.

## Istoric
Ambasadorul a apărut ca o nevoie a diplomației statelor mici ca dimensiuni de a menține relații pașnice și de a asigura relații de prietenie sau alianțe cu alte state pentru a se proteja în fața statelor mai mari.
„Un ambasador este un om onest trimis să mintă în străinătate pentru binele țării sale - Sir Henry Wotton”

### Diplomația Venețiană

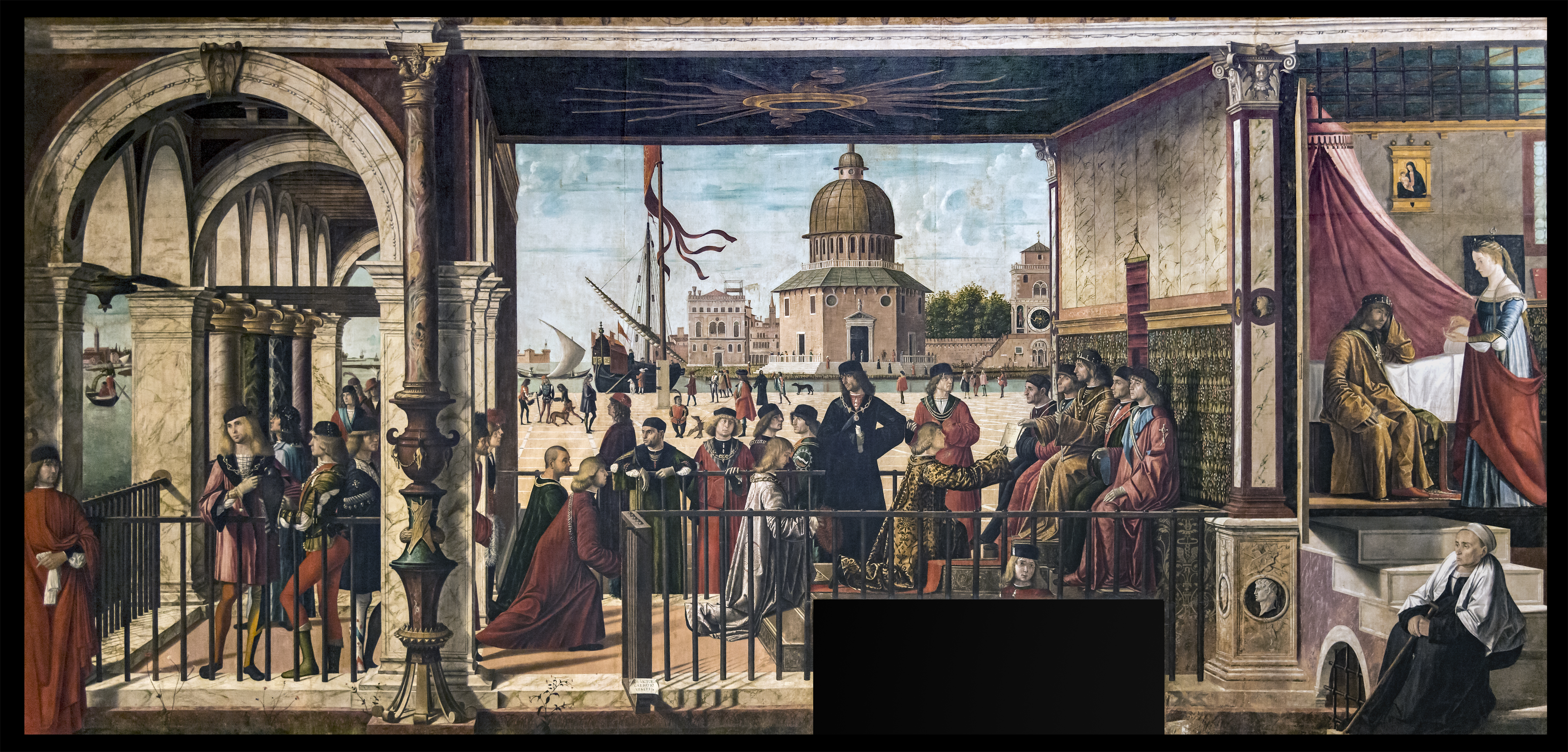
"Sosirea ambsadorilor englezi" de Vittore Carpaccio
Prezintă practia diplomatică din Republica Venețiană din perioada vieții autorului

Veneția a fost cea care a introdus sistemul reprezentanțelor permanente în străinătate. Mulți consideră că în Veneția diplomația a fost ridicată la grad de artă și sistem. Mentorii Veneției în materie de diplomație au fost bizantinii, iar venețienii au servit drept model orașelor italiene, Franței, Spaniei și în cele din urmă Europei. Au elaborat reguli de numire și de comportament a ambasadorilor. Un ambasador venețian primea împuterniciri pentru 3 sau 4 luni, această perioadă fiind extinsă în secolul al XV-lea la 2 ani, nu avea drept de proprietate în țara acreditantă, darurile ce le primea trebuiau acordate signoriei, nu avea concediu, putea pleca doar cu bucătarul (pentru a nu fi otrăvit), trebuia să aștepte succesorul pentru a reveni în țară. La întoarcere din misiune trebuia să prezinte raportul final nu mai târziu de 15 zile după încheierea misiunii sale, în special trebuia acesta să conțină o explicație pentru cheltuielile făcute. Aceste reguli prea puțin atractive (mai ales că cel ce pleca în misiune trebuia să acopere o parte din cheltuieli) nu făcea atractiv postul de ambasador, cel puțin până în secolul al XVI-lea. De aceea, în conformitate cu un decret din 1271, numirea într-o misiune trebuia acceptată în mod obligatoriu, altfel persoana care refuza trebuia să plătească amenzi. Un act din 1481 interzicea ambasadorilor venețieni să poarte discuții politice cu străinii fără funcții oficiale.
Titlul de ambasador este derivat din cuvântul celtic care însemna „servitor” și a devenit uzual nu mai devreme de secolul al XVI-lea când Carol Quintul a stabilit că el poate fi acordat numai reprezentanților capetelor încoronate și reprezentanților Republicii Venețiene, el neputând fi folosit pentru a desemna pe trimișii altor republici sau orașe libere.

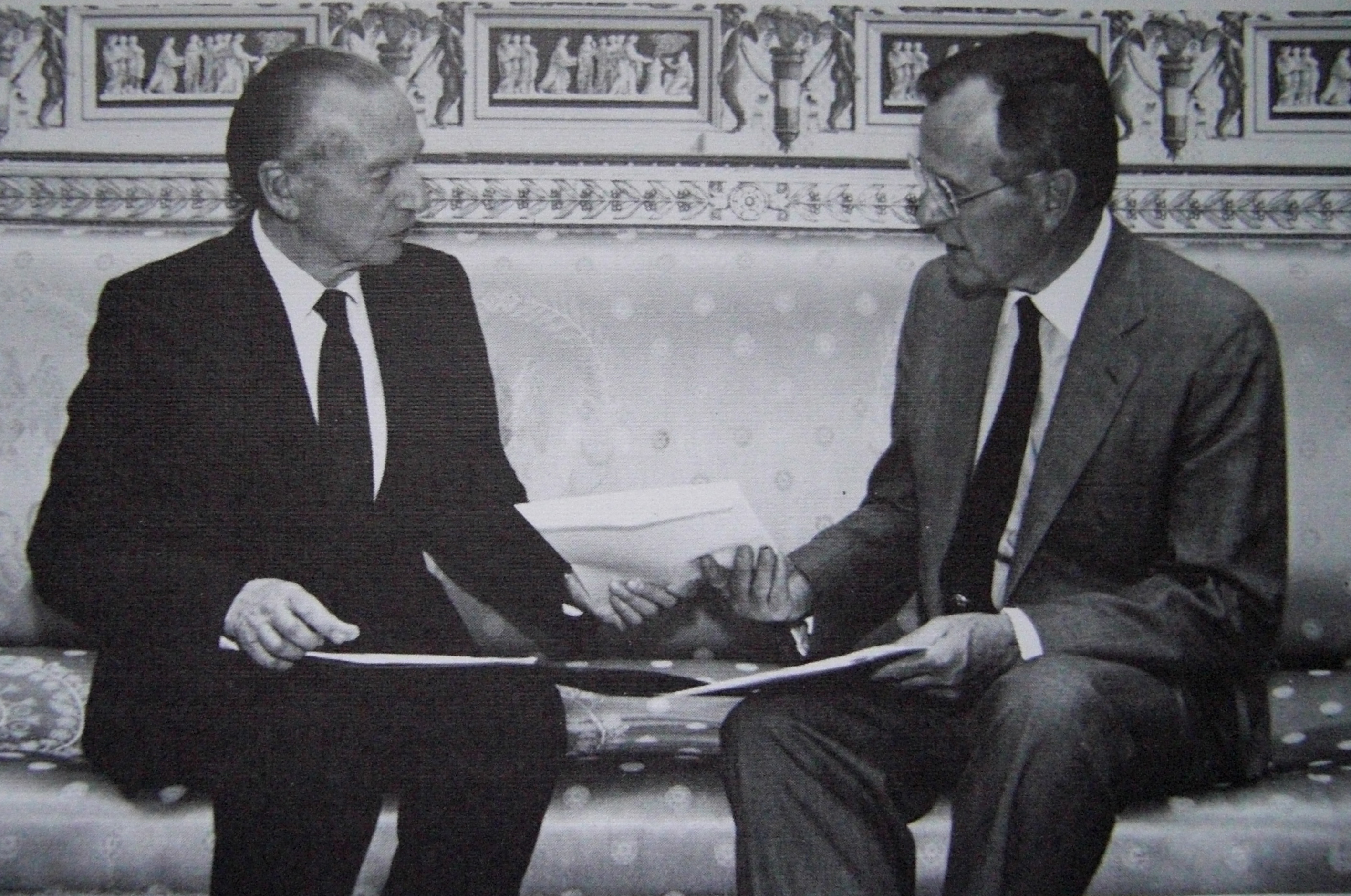
Înainte de preluarea funcției, trebuie acceptate acreditările unui ambasador, cum ar fi atunci când ambasadorul sud-african Harry Schwarz a înmânat acreditările președintelui american George H. W. Bush în 1991

Inițial nu a existat obiceiul de a alege ambasadorii din cadrul nobilimii sau al clasei guvernamentale. In timpul lui Ludovic al XI-lea ambasadori puteau fi bărbierii, doctorii sau farmaciștii. În secolul XV-lea unui ambasador nu i se cerea să fie originar din țara pe care o reprezenta, iar în cazuri excepționale, negustorilor cu reședința într-o capitală străină li se acorda statutul de sub-ambasadori. Mult timp ambasadorii au fost priviți cu neîncredere, presupuși spioni utilizând imunitatea diplomatică. Ambasadorii venețieni informau guvernul despre statul unde erau acreditați în acest sens trimițând rapoarte, inițial o dată pe săptămână, apoi mult mai frecvent. Venețienii au conștientizat importanța contactelor dintre ambasadă și țară astfel că la rapoartele trimise de ambasadă, acestora le erau trimise awisi - buletine de știri prin care cei din străinătate erau informați asupra evenimentelor din patrie. Iar pentru a nu fi citite de către străini, venețienii utilizau cifrul diplomatic care a fost o preocupare permanentă pentru Veneția.

### Perioada secolelor XV - XVII
În secolele XV - XVI calitățile cerute unui ambasador erau:
- să fie bun lingvist (maestru în latină);
- să fie conștient că toți străinii trezesc neîncrederea, trebuia să-și ascundă viclenia sub aparența unui om amabil;
- ospitalier și să dispună de un bun bucătar, să fie erudit, să frecventeze societatea scriitorilor artiștilor și savanților;
- răbdător, dispus să facă tratative fără grabă;
- să fie capabil să primească vești rele fără să-și manifeste nemulțumirea;
- viața sa particulară trebuia să fie ascetică pentru a nu oferi dușmanilor prilej de a dezvolta scandaluri;
- îngăduitor;
- să nu manifeste triumfurile diplomatice pentru că trezesc la cei învinși un sentiment de umilire și dorința de revanșă;
- să nu recurgă la amenințări, certuri sau reproșuri.

Ambasadorii italieni în secolul al XVI-lea primeau două serii de instrucțiuni, primele erau oficiale, iar celelalte secrete. Li se recomanda să se orienteze la condițiile locale în limitele prudenței, să se amestece în intrigile de la curte, să dobândească prieteni influenți prin intermediul mituirii. Aceste recomandări erau necesare mai ales în cadrul negocierilor tratatelor care era o procedură complicată din cauza reminiscențelor feudale și principiilor supremației papale. Un suveran putea declara un stat vasal, deci nu putea să aibă reprezentanță diplomatică, dar odată tratatele semnate ratificarea lor era obligatorie, un suveran putea refuza ratificarea unui tratat doar în cazul când exista dovada unei flagrante abateri de la instrucțiunile primite de ambasador.
Școala diplomatică franceză a obținut succese evidente, argumentate de prezența ambasadorilor francezi în foarte multe state europene, cum ar fi: Roma, Veneția, Constantinopol, Viena, Londra, Madrid, Lisabona, Copenhaga, Berna, München. Exista și o ierarhie în cadrul ambasadorilor: extraordinari și ordinari. Odată cu apariția școlii diplomatice franceze limba franceză a înlocuit limba latină. Școala diplomatică franceză a fost ilustrată de figuri importante ca Vergennes, ministrul lui Ludovic al XIV-lea care a fost ambasador al Franței în Turcia și un extraordinar negociator. Cel mai semnificativ moment în diplomația sa este considerat răspunsul dat Mariei Antoaneta care avea rezerve față de Austria. Această îi spusese că ar trebui să fie atent în ceea ce spune de oarece Iosif al II-lea este fratele său, Vergennes a răspuns că nu a uitat dar mai știe că moștenitorul tronului Franței este fiul ei.
În timpul Ecaterinei a II-a eticheta diplomatică rusească nu se deosebea cu nimic de cea din Europa Apuseană. În 1750 s-a decis că țarina va primi personal doar pe ambasadori, trimiși și miniștri plenipotențiari, ceilalți vor prezenta scrisorile Colegiului Afacerilor Externe. La audiență cu țarina, ambasadorii străini trebuiau să folosească limba franceză în care li se răspundea, iar dacă aceștia vorbeau în limba lor maternă acestora li se răspundea în rusă.

### Recunoașterea internațională
Atribuțiile și recunoașterea au fost definite la Congresul de la Viena (1815), ambasadorii fiind mai degrabă priviți inițial ca reprezentanții personali ai conducătorului țării lor decât ca reprezentanți ai întregii țări și beneficiau de privilegiul de a putea fi primiți în audientă de șeful statului gazdă. Ulterior, termenul s-a definit în relație cu evoluția democrației moderne, astfel că după 1945, când toate țările au devenit egale, ambasadorul a devenit folosit de toate țările care mențineau relații diplomatice (Convenția de la Viena pentru relații diplomatice, 1961); în dicționarul Oxford se consideră că diplomația reprezintă conducerea relațiilor internaționale prin negocieri, metode prin care aceste relații se reglementează, la aceasta participând ambasadorii și trimișii.

### Țările române în perioada medievală
În Evul Mediu, țările române – considerate, sub raport juridic, din veacul al XVI-lea, state vasale Imperiului Otoman – nu aveau dreptul la o politică externă proprie, ele fiind obligate să susțină și să promoveze politica externă a puterii suzerane: Imperiul Otoman. Ele nu aveau, deci, dreptul să întrețină relații diplomatice decât cu Înalta Poartă, unicele reprezentanțe diplomatice cu caracter permanent fiind cele de la Constantinopol; în fruntea acestora se aflau șefii de misiune, actualii ambasadori, numiți cu un termen de specialitate otoman: Kapukehaie . În teritoriul românesc, coloana vertebrală a aparatului diplomatic medieval a fost reprezentată de soli; ei erau purtătorii mesajului domnesc. Istoria a reținut numele unor soli celebri, cum ar fi Ion Țamblac, solul lui Ștefan cel Mare, Luca Cârje, solul lui Mihai Viteazul, David și Teodor Corbea, solii lui Constantin Brâncoveanu, sau Nicolae Milescu spătarul, solul țarului rus Alexei Mihailovici în teritoriul chinez.

### România în prezent
În România, pentru a ajunge ambasador sau orice alt fel de diplomat, este necesară parcurgerea unor anumite stagii de o durată relativ determinată iar gradul diplomatic de ambasador se acordă prin decret, de către Președintele României, la propunerea Ministrului Afacerilor Externe . Pentru numirea în funcția de ambasador extraordinar și plenipotențiar, Ministrul Afacerilor Externe propune, de regulă, diplomați de carieră care, la încheierea misiunii, nu depășesc vârsta legală de pensionare..

## Practici si acte specifice

### Jurământul de credință
Ambasadorii români sunt obligați prin legea nr.269 din 17 iunie 2003 să depună jurământul de credință cu ocazia primei deplasări în România.
Jurământul de credință față de statul român este obligatoriu și are următorul conținut : 
„Jur să promovez și să apăr interesele României și ale cetățenilor români în relațiile internaționale. Jur să-mi îndeplinesc cu responsabilitate, loialitate și demnitate atribuțiile care îmi revin în promovarea politicii externe a României. Jur să respect Constituția și legile țării, drepturile și libertățile fundamentale ale omului, angajamentele internaționale asumate de România, cu păstrarea strictă a secretului și confidențialității asupra informațiilor pe care le dețin ca membru al Corpului diplomatic și consular al României. Așa să-mi ajute Dumnezeu!”

### Scrisoarea de acreditare
Scrisoarea de acreditare este documentul prin care statul acreditant aduce oficial la cunoștința șefului statului de reședință acreditarea unui agent diplomatic în calitate de șef de misiune. Scrisoarea de acreditare este semnată de șeful statului care numește reprezentatul diplomatic și este contrasemnată de ministrul de externe. Scrisoarea de acreditare se dă ambasadorilor, trimișilor plenipotențiari și ambasadorilor cu misiuni speciale. Însărcinații cu afaceri primesc o scrisoare a ministrului de externe către ministrul de externe al țării de reședință a misiunii diplomatice. Scrisoarea de acreditare are importanța unei împuterniciri cu caracter general. Când diplomatul poartă negocieri sau trebuie să semneze un acord are nevoie de o împuternicire specială numită depline puteri. Înmânarea scrisorii de acreditare marchează momentul intrării în funcție a șefului misiunii diplomatice. Șeful misiunii diplomatice și-a asumat funcțiile în statul acreditar în momentul în care și-a prezentat scrisorile de acreditare sau când și-a notificat sosirea .
Prezentarea scrisorii de acreditare are loc în mai multe situații:
- pentru prima dată la post a șefului de misiune
- șeful misiunii a fost ridicat în rang
- schimbarea formei de stat sau guvernământ într-una din cele două state
- schimbarea monarhului unui stat, etc.

## Clasificare

### Ambasadorul extraordinar și plenipotențiar
În practicile moderne, ambasadorii care dețin si titlul de șef al misiunii diplomatice în tara în care activează, poartă titulatura de „Ambasador extraordinar și plenipotențiar”. Titulaturile de „ambasador” fara titulatura de „extraordinar” și „plenipotențiar” sunt rar folosite. Diferența dintre titulaturi este că „ambasadorul extraordinar” are o misiune permanentă.
Pentru țara noastră, „ambasadorul extraordinar și plenipotențiar” este reprezentantul unic al României în țara în care a fost acreditat și îl reprezintă pe Președintele României pe lângă șeful statului acreditar .

## Încetarea funcției
Încetarea funcției de ambasador poate fi determinată de multiple cauze:
- cauze legate de voința statului acreditant: rechemarea ( din cauze multiple); pentru gafe făcute în misiuni diplomatice, și-a încheiat misiunea, transferul;
- cauze legate de voința statului acreditar: declararea persoanei non grata (nu trebuie motivată), chemat în 48 de ore, nu expulzat;
- cauze legate de voința agentului diplomatic: demisia( motive personale), de onoare (a făcut o gafă și si-a dat seama);
- decesul

Ambasadorii extraordinari și plenipotentiari români dispun, de la data rechemarii din misiune, de o perioada de 3 luni pentru a reveni în tară .

## Ambasadele non diplomatice
Într-un sens mai puțin formal, sintagma este folosită pentru reprezentanții non-diplomatici de înaltă calitate ai diferitelor entități (rareori state), în special organizații culturale și caritabile, adesea ca niște personaje care doresc să atragă atenția mass-media; de exemplu, vedetele de film și pop fac apel la publicul larg pentru activitățile UNESCO, uneori în timpul vizitelor presate în țara străină.